# 英迪帕·塔尼
英迪帕·塔尼（1995年8月4日—），常称为God，出生於泰國，泰国男演员，身高190公分，2017年主演BL泰國電視劇《逐月之月》走红而人氣暴增。

## 简介
英迪帕·塔尼出生于泰国北榄府，家中有一个妹妹，目前就读于易三仓大学艺术系公共关系专业，他拥有自己的品牌业务，店名是“XXG Store”。2017年在泰国耽美电视剧《逐月之月》中饰演帅气的Phana一角而走红。

## 影视作品

### 电视剧
| 年份   | 名称               | 角色    | 播出平台      |
| ------ | ------------------ | ------- | ------------- |
| 2017年 | 《巴特勒的故事》   | บอม     | Workpoint TV  |
| 2017年 | 《逐月之月》       | Phana   | One 31        |
| 2018年 | 《净化新生》       | ยู       | 泰国第3电视台 |
| 2018年 | 《我的保姆手冊》   | 蘇達浩  | 優酷          |
| 2019年 | 《來自星星的你》   | สกาย    | 泰国第3电视台 |
| 2020年 | 《影子恋人》       | Neurmek | 泰国第3电视台 |
| 2022年 | 《雙重命運》       | Wayu    | 泰国第3电视台 |
| 2022年 | 《抓住彩虹》       |         |               |
| 待公布 | 《Six The Series》 | Neurmek | LINE TV       |

### 音乐录影带
- 我知道 - 绯闻女孩（GxxodXOriental Princess）